# San Andrés Cabecera Nueva
San Andrés Cabecera Nueva là một đô thị thuộc bang Oaxaca, México. Năm 2005, dân số của đô thị này là 2529 người.